# Los arenícolas
Los arenícolas se trata del primer episodio (doble) de la reedición de la serie Más allá del límite. Tanto en España como en Hispanoamérica se tituló de la misma manera.
Escrito por George R. R. Martin, es la adaptación de su relato Los reyes de la arena y, si bien el argumento es algo diferente, la esencia es la misma: la debilidad del hombre hacia el poder (o por qué no debemos jugar a ser dioses).
En este capítulo el cruel playboy del relato se convierte en un científico que consigue revivir los huevos de una forma de vida extraterrestre llegadas en unas muestras de suelo marciano.
Originalmente el proyecto se lleva a cabo en unas instalaciones seguras, pero tras su cancelación el protagonista (que ha sido despedido), decide robar unas muestras y continuar el experimento por su cuenta en un cobertizo de su jardín.
A partir de aquí el argumento es similar al original: las formas de vida marcianas, pequeños seres, semejantes a hormigas de gran tamaño, demuestran tener cierto grado de inteligencia de grupo y esculpen en sus construcciones el rostro del protagonista, que es para ellos una especie de dios.
El protagonista, viéndose en el papel de dios para una pequeña civilización, enloquece y, poco a poco, su vida se deteriora.
- Datos: Q4360103